# 피스트볼
피스트볼(Fistball)은 배구와 비슷한 스포츠로, 배구는 공이 바닥에 떨어지면 끝나지만 피스트볼은 바닥에 닿아서 세 번 만에 상대 코트로 넘기는 것이 가능하다.
피스트볼은 유럽에서 유래된 스포츠로, 주로 브라질뿐만 아니라 오스트리아, 독일, 스위스 등 독일어권 국가에서 플레이된다. 게임의 목표는 팀이 네트 너머로 공을 쳐내려고 한다는 점에서 배구와 유사하지만 규칙은 몇 가지 주요 측면에서 배구와 다르다. 현재 남자 피스트볼 세계 챔피언은 2023년 남자 세계 선수권 대회와 2022년 세계 대회에서 피스트볼 부문을 모두 우승한 독일이며, 현재 여자 피스트볼 세계 챔피언도 2021년 여자 세계 선수권에서 우승한 독일이다.

## 역사
피스트볼 게임이 정확히 언제 "발명"되었는지는 알려져 있지 않다. 그러나 확실한 것은 그 뿌리가 유럽 남부, 아마도 이탈리아에 있다는 것이다. 이 게임에 대해 최초로 서면으로 언급된 것으로 알려진 것은 로마 황제 고르디아누스 3세가 240년에 작성한 것이다. 이탈리아 버전의 피스트볼에 대한 규칙은 1555년 안토니우스 스카이오노에 의해 기록되었다.
16세기에 이 게임은 르네상스를 경험했다. 그러나 경쟁적인 성격의 게임이라기보다는 귀족과 신사의 오락으로 여겨졌다.
1786년 요한 볼프강 괴테(Johann Wolfgang Goethe)는 자신의 일기 『이탈리아 여행(An Italian Journey)』에서 '베로나 출신 귀족 4명과 베네치아인 4명' 사이의 피스트볼 게임을 언급했다.
게오르그 베버(Georg Weber)가 이끄는 피스트볼가 독일에 소개된 것은 1870년이었다. 이 스포츠는 주로 체조 선수들이 플레이했으며 곧 체조 스포츠로 간주되었다. 피스트볼은 1885년 드레스덴에서 열린 독일 체조 페스티벌에서 처음 선보였다. 1894년에 게오르그 베버(Georg Weber)는 하인리히 슈넬 박사(Dr. Heinrich Schnell)와 함께 경쟁 요소가 포함된 스포츠의 윤곽을 그린 최초의 독일 규칙 초안을 작성했다. 그러나 플레이와 득점은 오늘날 알려진 피스트볼과 크게 달랐다.
이 기간 동안 스포츠는 주변 지역, 주로 독일어권 이웃 국가로 퍼졌고, 독일 이민자들도 모든 대륙, 특히 남미와 서아프리카에 스포츠를 퍼뜨렸다. 피스트볼은 1911년 고등학교 교사인 크리스토퍼 칼튼(Christopher Carlton)이 이탈리아 여름방학 동안 직접 경험한 것에 의해 미국에 처음 소개되었다.
1913년 라이프치히에서 열린 독일 체조 페스티벌에서 최초의 독일 남자 선수권 대회가 열렸는데, 여기서 LLB 프랑크푸르트는 1879년 MTV 뮌헨을 상대로 114:101로 승리했다. 제1차 세계 대전으로 인해 1914년부터 1920년 사이에는 독일 선수권 대회가 열리지 않았다. 1921년에 최초의 여자 피스트볼 선수권 대회가 열렸으며 함부르크 터너샤프트(Hamburger Turnerschaft)가 TV 크레펠트(TV Krefeld)를 상대로 91:90으로 승리했다. 피스트볼은 여전히 체조협회에 소속된 게임이기는 하지만 독립적으로 성장하기 시작했다. 1927년에는 거의 12,000개 팀이 독일에서 조직적인 피스트볼 경기를 펼쳤다.
피스트볼 게임의 급속한 확산과 게임 기술의 향상으로 인해 강제 오류를 통한 승점 획득에 더 중점을 두는 규칙의 추가 변경이 필요했다. 이러한 플레이 스타일은 더욱 운동적이고 역동적이었으며 전술도 크게 바뀌기 시작했다.
피스트볼의 발전은 제2차 세계대전으로 인해 중단되었다. 1947년이 되어서야 정규 독일 선수권 대회가 열릴 수 있었다.
발전을 장려하고 경기력을 향상시키기 위해 국제피스트볼협회(IFA)는 1960년에 설립되었으며 현재 전 세계 모든 국가피스트볼협회의 산하 조직이다.
남자를 위한 첫 번째 IFA 세계 선수권 대회는 1968년 오스트리아 린츠에서 열렸으며, 서독이 금메달을 획득했다. 제1회 IFA 여자 세계선수권대회는 1994년 아르헨티나 부에노스아이레스에서 열렸으며, 독일이 금메달을 획득했다. 두 토너먼트 모두 현재 4년마다 개최된다.
피스트볼에 상대적으로 뒤늦게 등장한 호주는 2013년에 자체 피스트볼 연맹을 설립했고, 2014년에는 남아프리카공화국이 뒤를 이었다.